# Котлари
Котла́ри (болг. Котлари) — село в Кирджалійській області Болгарії. Входить до складу общини Крумовград.

## Населення
За даними перепису населення 2011 року у селі проживали 70 осіб, з них 68 осіб (97,1%) — турки.
Розподіл населення за віком у 2011 році:
Динаміка населення: